# 陽光寺禪山中心

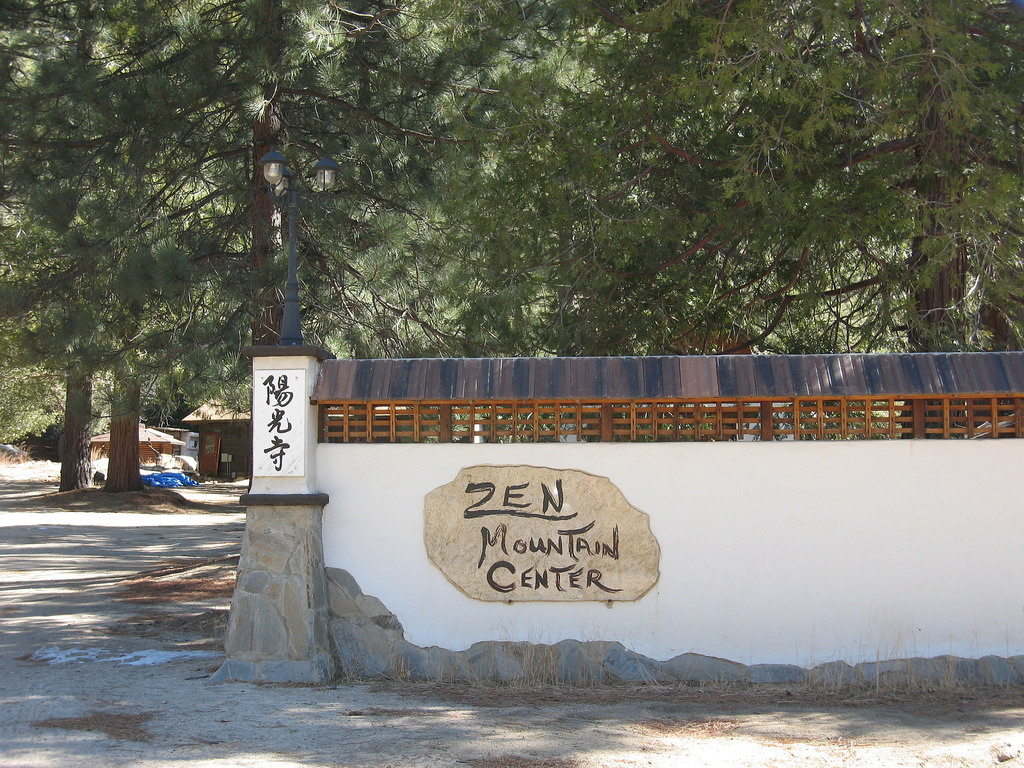

陽光寺禪山中心 (英语：Yokoji Zen Mountain Center)，佛教曹洞宗寺廟及禪修中心，位於美國南加州的聖哈辛托 (San Jacinto) 山脈, 佔地160英畝（65公頃）。

## 歷史
- 1981年，來自日本的禪師 前角 博雄于美國南加州創立陽光寺禪山心及洛杉磯禪修中心[1]。
- 1994年，查理傅列求 (Charles Tenshin Fletcher) 接受前角 博雄之傳承，成為白梅阿僧伽派繼承人[2]，後擔任禪師和住持。其繼任者大衛布萊克威爾 (David Jokai Blackwell) 擔任副住持[3][4][5]。

## 建築設施
寺廟建築物和場地的建築概念是基於维持生態原則而發展起來的，社區採用替代電力模式。

## 外部連結
- Yokoji Zen Mountain Center (http://zmc.org （页面存档备份，存于）)